# The Mask of Diijon
The Mask of Diijon ist ein Psychothriller aus dem Jahr 1946 mit Erich von Stroheim in der Titelrolle.

## Handlung
Diijon verdingt sich als Varietékünstler mit billigen Tricks und Gags. Seine viel jüngere Frau Victoria hat genug von der schlechten Behandlung durch Diijon und beginnt ein Verhältnis mit einem Musiker. Gekränkt und von schleichendem Wahnsinn getrieben, beginnt Diijon sich mit Hypnose zu befassen. Dadurch gelingt es ihm fast, seine Frau so zu beeinflussen, dass sie in Trance ihren Liebhaber erschießt.

## Hintergrund
Stroheim war vor den Nazis aus Frankreich zurück in die USA geflohen. In dieser Zeit spielte er oft in billigen Produktionen wie dieser oder trat als Ersatz für Boris Karloff auf der Bühne in der Komödie Arsen und Spitzenhäubchen auf.
The Mask of Diijon ist einer der B-Filme, mit denen Stroheim sich während der Kriegsjahre in den USA über Wasser hielt. Die schauspielerische Leistung Stroheims und einige für die damalige Zeit recht gutgemachte Spezialeffekte heben den Film über den Durchschnitt des Genres.
Das Verdingen von Diijon als Zauberkünstler lässt zudem ansatzweise auch Stroheims eigenes Schicksal anklingen.